# 李又兰
李又兰（1919年11月18日—2012年2月2日），浙江宁波人，中国女性軍人。中華人民共和国前国防部长张爱萍之妻。

## 生平
1919年生于浙江镇海县小港港口（今属宁波市北仑区），是小港李家第三代李善祥次女。早年就读于蔚斗小学，中学时赴上海求学。1937年抗日战争爆发后，回到镇海。1937年11月，参加浙江省战时青年训练团。1938年6月，加入中国共产党。
抗日战争时期，加入新四军，有“新四军中一枝花”的美誉。历任新四军军部速记班班长、政治部巡视员，中共中央华中局党校组织干事，新四军三师政治部组织股长、四师抗大四分校组织干事、师部秘书等职务。1941年，與項英結婚，婚後不久皖南事變爆發，項英3月14日被副官劉厚忠谋财害命，李又蘭與項英未生育子女。1942年8月8日，李又蘭與张爱萍在苏北抗日根据地结婚。
1945年至1949年，历任中共中央华中局秘书，华东海军司令部（今东海舰队司令部）秘书。
1949年后，历任解放軍华东军区（今南京军区）司令部秘书，艺师预科部主任、党组副书记，民航总局（今中国民用航空局）政治部组织科长等职务。文化大革命期间，受到冲击。1975年，出任国防科工委办公室副主任。1985年，出任中央军委办公厅办公室主任。
以副军级离休。2012年2月2日在北京逝世，享年93岁。有称是中国大陆“尊严离世第一人”。

## 代表著作
- 《从战争中走来：两代军人的对话》